# Йохан Казимир (Насау-Вайлбург)
Вижте пояснителната страница за други личности с името Йохан Казимир.
Йохан Казимир фон Насау-Вайлбург-Глайберг (на немски: Johann Kasimir von Nassau-Weilburg-Gleiberg; * 24 септември 1577, Отвайлер; † 29 април 1602, Вайлбург) е граф на Насау-Вайлбург-Глайберг (1593 – 1602). Той основава съществуващата само няколко години линия Насау-Глайберг.

## Живот
Той е най-малкият син (единадесетото дете) на граф Албрехт фон Насау-Вайлбург (1537 – 1593) и съпругата му Анна фон Насау-Диленбург (1541 – 1616), дъщеря на граф Вилхелм фон Насау. По баща е внук на граф Филип III фон Насау-Вайлбург (1504 – 1559) и правнук на граф Лудвиг I фон Насау-Вайлбург (1466 – 1523).
След смъртта на баща му на 11 ноември 1593 г. опекун става неговият чичо граф Филип IV фон Насау-Вайлбург (1542 – 1602). На 6 март 1594 г. братята Лудвиг II, Вилхелм и Йохан Казимир сключват договор, според който Лудвиг II, като най-голям, получава графството Отвайлер, Вилхелм получава чрез жребий Вайлбург, а Йохан Казимир получава Глайберг и пари да репарира замък-резиденцията си.
На 12 август 1594 г. граф Филип IV фон Насау-Вайлбург, който няма син, сключва наследствен договор, като обявява тримата млади графа за свои наследници, които да поделят след смъртта му всичките му собствености. Неговата дъщеря Анна Амалия, която е омъжена за граф Георг фон Насау-Диленбург, трябва да получи сумата от 20 000 гулдена според договор от 13 март 1574 г. и още 20 000 гулдена.
На 19 ноември 1597 г. Йохан Казимир и Лудвиг II наследяват умрелия им брат Вилхелм и управляват заедно. През 1599 г. младият граф е освободен от опекунството и управлява сам своята собственост.
Граф Филип IV фон Насау-Вайлбург умира на 12 март 1602 г., с което братята получават наследството му. Преди да поеме наследството Йохан Казимир умира на 29 март 1602 г. – на същия ден се ражда единственото му дете, принцеса Анна Елеонора.
Граф Йохан Казимир фон Насау-Глайберг е погребан във Вайлбург. Със смъртта му линията изчезва и цялата му собственост получава единственият му още жив брат, граф Лудвиг II.

## Фамилия
Йохан Казимир се жени на 9 май 1601 г. във Вайлбург за принцеса Елизабет фон Хесен-Дармщат (* 29 ноември 1579; † 17 юни 1655), дъщеря на ландграф Георг I фон Хесен-Дармщат (1547 – 1596) и първата му съпруга графиня Магдалена фон Липе (1552 – 1587). Нейната зестра са 24 000 гулдена и още други 3000 гулдена. Те имат една дъщеря:
- Анна Елеонора (* 1602; † 7 септември 1685), омъжена на 15 май 1625 г. за херцог Лудвиг Фридрих фон Вюртемберг, граф фон Монбеляр (1586 – 1631), син на херцог Фридрих I фон Вюртемберг и принцеса Сибила фон Анхалт.